# Skofka
Skofka, pseudonimo di Volodymyr Volodymyrovyč Samoljuk (in ucraino Володимир Володимирович Самолюк?; Rivne, 21 febbraio 1994), è un cantante e rapper ucraino.

## Biografia
È nato a Rivne, ha vissuto a Zdolbuniv, dove ha deciso di diventare un rapper anche se suo padre non approvava. Nel 2011 si è diplomato alla  scuola secondaria Zdolbuniv e nel 2016 si è specializzato in "Studi sulle merci e imprenditorialità commerciale".
Nel gennaio 2021 ha presentato il brano congiunto con i Kalush Otaman. A maggio è stata pubblicato il brano congiunto Dodomu, riscontrando popolarità nella classifiche digitali a livello nazionale. Nell'autunno 2021 entra a far parte dell'etichetta discografica Enko come i Kalush e Al'ona Al'ona.
Nel 2022 ha pubblicato le canzoni Ne Zabudem i ne probačym e Čuty Himn; l'ultima citata dedicata al suo amico Valentinu Konovodovu morto per proteggere l'Ucraina dagli invasori russi.

## Discografia

### Singoli
- 2021 – Kruzak
- 2021 – Fort Buajar
- 2021 – Nam by
- 2021 – Het', za zabor
- 2021 – Sirnyk
- 2021 – Bereza stara
- 2021 – Ne byj sobaku!
- 2021 – Po barabanu
- 2022 – Sonjačna (con i Kalush e Sal'to Nazad)
- 2022 – V dorohu
- 2022 – Oj na oj
- 2022 – Ne zabudem i ne probačym
- 2022 – Čuty himn
- 2023 – Bat'kivščina (con i Kalush)
- 2023 – Myr nа Zemli
- 2023 – Pohani susidy
- 2023 – Chto takyj Skofka?
- 2023 – Zahloch
- 2024 – Odyn den' potomu (con Dovi)
- 2024 – Lileja (con Dovi)
- 2025 – Stajemo syl'nišymy

### Collaborazioni
- 2021 – Otaman (Kalush feat. Skofka)
- 2021 – Dodomu (Kalush feat. Skofka)
- 2021 – Davaj načystotu (Kalush feat. Skofka)

## Riconoscimenti
- YUNA
  - 2022 – Candidatura alla Rivelazione dell'anno[1]
  - 2022 – Candidatura alla Miglior hit hip hop per Dodomu[1]
  - 2023 – Čuty himn[2]